# Elección para gobernador de Míchigan de 2010
La elección para gobernador de Míchigan de 2010 tuvo lugar el 2 de noviembre. La gobernadora titular Jennifer Granholm no pudo postularse para un tercer mandato.

## Primaria republicana

### Candidatos

#### Declarados
- Mike Bouchard, alguacil del condado de Oakland
- Mike Cox, procurador general de Míchigan
- Tom George, senador estatal[3]
- Pete Hoekstra, representante de los Estados Unidos
- Rick Snyder, empresario

#### Candidaturas declinadas
- David Kniffen, empresario
- Terri Lynn Land, Secretario de Estado de Míchigan (se convirtió en la compañera de fórmula de Bouchard)[4]
- Tim Rujan, comisionado del condado de Huron (no calificó)[5]

### Resultados
|  | 36.4 % |

|  | 26.8 % |

|  | 23.0 % |

|  | 12.2 % |

|  | 1.6 % |

|  | 100 % |

## Primaria demócrata

### Candidatos

#### Declarados
- Virgil Bernero, alcalde de Lansing
- Andy Dillon, presidente de la Cámara de Representantes de Míchigan[7]

#### Candidaturas declinadas
- Robert A. Bowman, ex Tesorero de Míchigan (declinó el 15 de febrero de 2010)
- John D. Cherry, vicegobernador (declinó el 5 de enero de 2010)
- Hansen Clarke, miembro del Senado de Míchigan[8] (finalizó la oferta el 15 de enero de 2010; se postuló para el Congreso en su lugar)
- John Freeman, exmiembro de la Cámara de Representantes de Míchigan[9] (declinó el 11 de enero de 2010)
- Dan Kildee, extesorero del condado de Genesee[10] (declinó el 5 de marzo de 2010)
- Alma Wheeler Smith, miembro de la Cámara de Representantes de Míchigan (declinó el 10 de mayo de 2010)

### Resultados
|  | 58.6 % |

|  | 41.4 % |

|  | 100 % |

## Resultados
|  | 58.11 % |

|  | 39.90 % |

|  | 0.69 % |

|  | 0.65 % |

|  | 0.64 % |

|  | 100 % |

|  | 42.9 % |